# صومعة (تشاراويماق)
صومعة (بالفارسية: صومعه) هي منطقة سكنية تقع في تشارواماق الشرقية الريفية في إيران. يقدر عدد سكانها بـ 92 نسمة .